# Suq al-Hamidiya

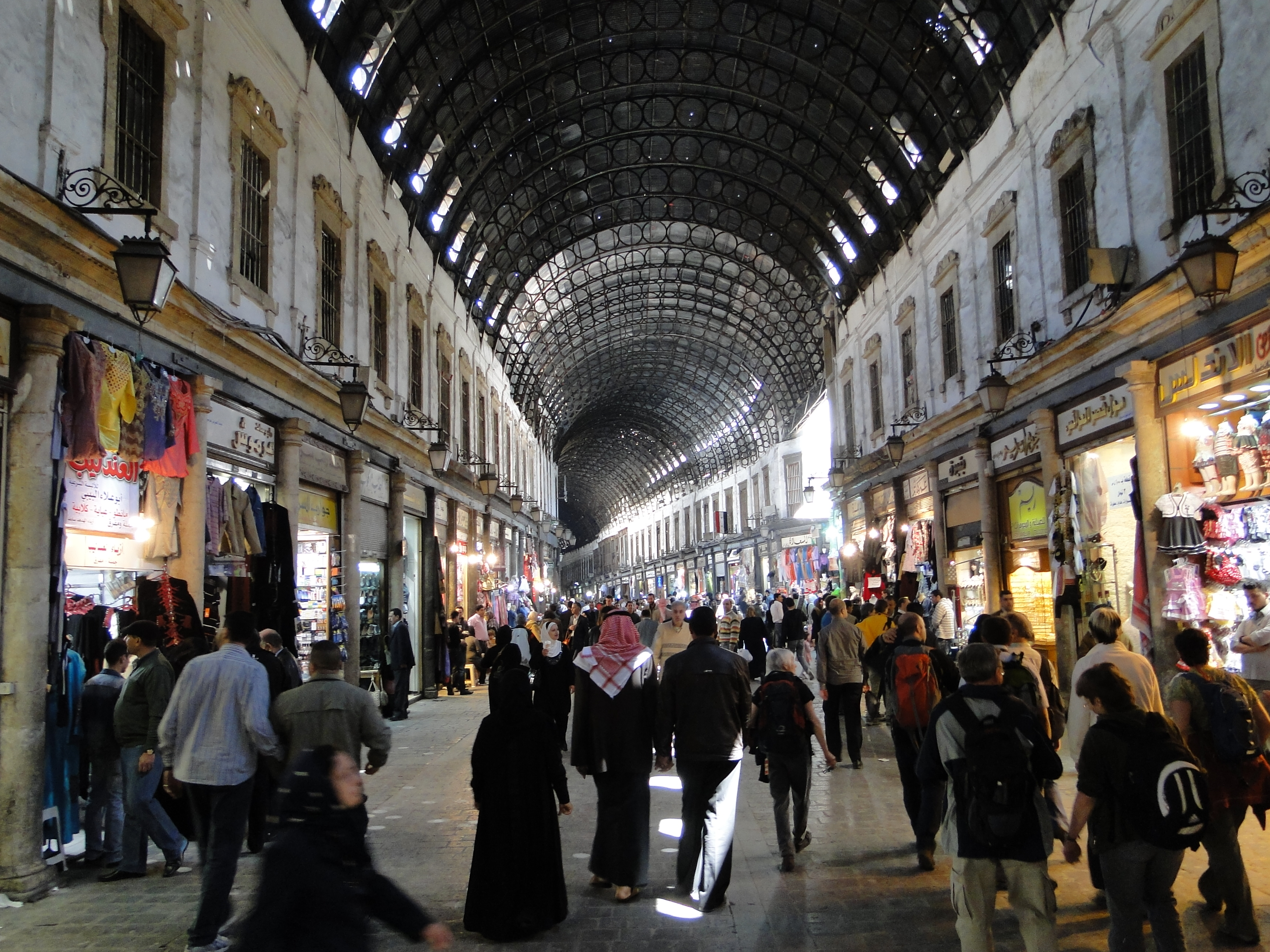
Suq al-Hamidiya (2010)

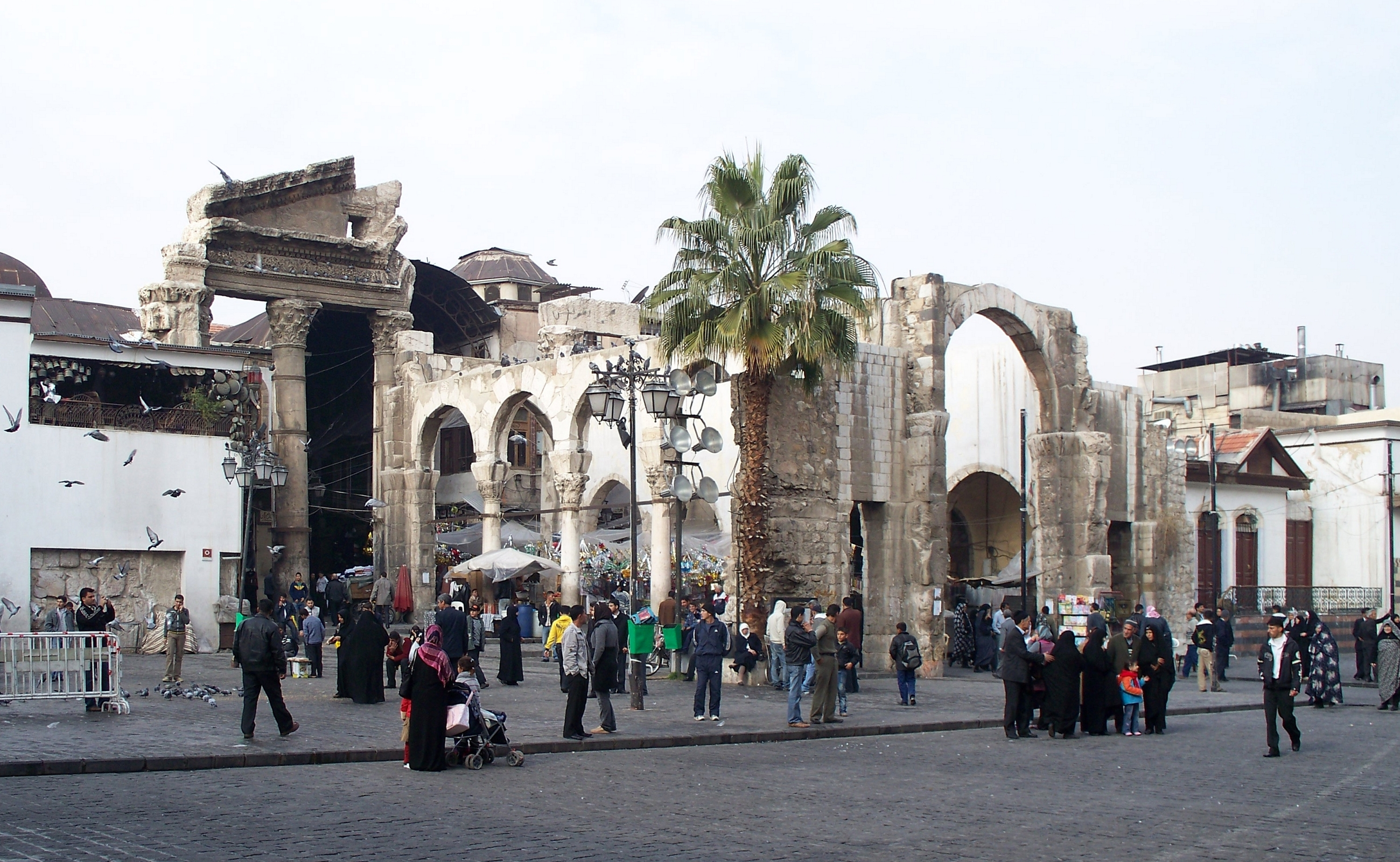
Ruinen des Jupitertempels gegenüber dem Eingang der Umayyaden-Moschee

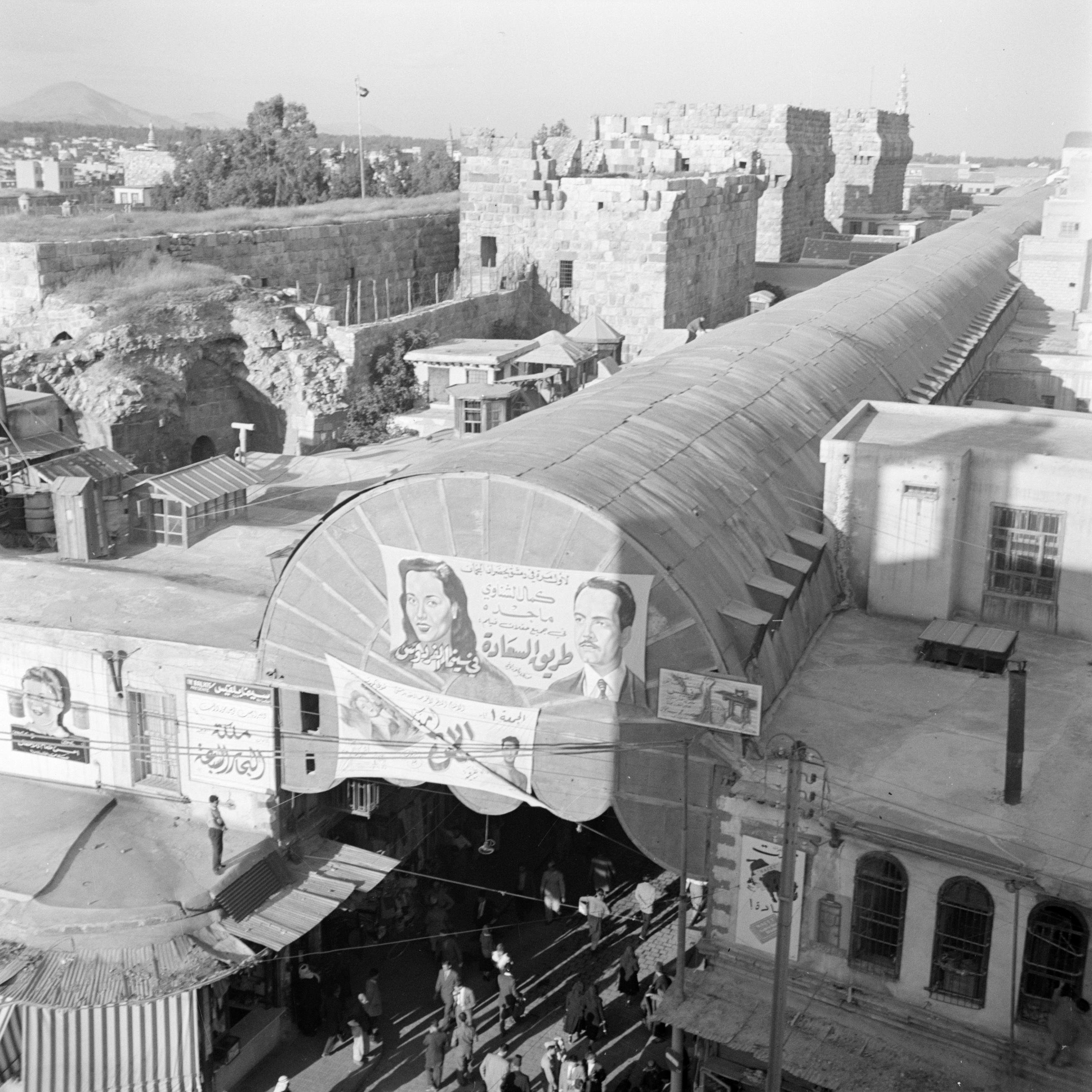
Suq al-Hamidiya von Westen aus mit Zitadelle (Polizei und Gefängnis) linkerhand, 1950.

Der Suq al-Hamidiya (arabisch سوق الحميدية, DMG Sūq al-Ḥamīdiyya; auch Suq al-Hamidiyye) ist der bekannteste Basar von Damaskus. Er ist nach dem osmanischen Sultan Abdülhamid II. benannt. Der Suq liegt inmitten der Altstadt von Damaskus. Die größte und längste Markthalle des Basars wurde über einer alten Römerstraße errichtet, die einst zum Jupitertempel im Herzen der alten römischen Siedlung führte. Heute verbindet diese 500 m lange überdachte Markthalle die Schari' ath-Thawra (der „Revolutionsstraße“) mit der über dem alten Jupitertempel errichteten Umayyaden-Moschee. Die Gestalt der Markthalle hat sich seit dem 13. Jahrhundert kaum mehr verändert – einzig das Holzdach wurde durch ein Dach aus Wellblech ersetzt. Die Bausubstanz stammt aus den 1780er Jahren.
An dieser Hauptverkehrsader des Suqs findet man vor allem Läden für orientalische Accessoires und Kleidung sowie Cafés und Eisdielen. Die bekannteste Eisdiele ist Bakdash, deren Spezialität arabisches Milcheis mit Pistazien ist. Dafür ist die Eisdiele in ganz Syrien bekannt. Eine weitere berühmte Marktstraße der Altstadt von Damaskus ist der Suq al-Bzouriyye. Hier werden heute Süßigkeiten und Gewürze verkauft. Wichtige Gebäude im zentralen Basar von Damaskus sind der Azim-Palast und der Chan Asad Pascha.